# Bärenhöhle (Rodalben)
Als Bärenhöhle (auch: Bärenfelshöhle) wird die größte natürliche Höhle der Pfalz bezeichnet. Die Sandsteinhöhle liegt direkt am Rodalber Felsenwanderweg zwischen Rodalben und Pirmasens.

## Beschreibung
Am Eingang ist die Höhle 27 Meter breit, neun Meter hoch und hat eine Tiefe von etwa 37 Metern. Oberhalb der Höhle tritt die Bärenfelsquelle aus, das Wasser fällt dann über eine weitere Felsstufe knapp 20 Meter unterhalb der Höhle in ein Becken. Durch Erosion ist im Laufe der Zeit ein imposantes zweistöckiges Felsengebilde entstanden. Die Bärenfelshöhle gilt als Beispiel für die Nischen- und Höhlenbildungen im Pfälzerwald. Vor der Höhle wurde ein Rastplatz eingerichtet. Daneben findet sich die Sandstein-Skulptur „Bär“ des Rodalbener Künstlers Stephan Müller.

## Name
Umstritten ist, ob der Name tatsächlich von Bären herrührt, die eher Behausungen mit schmalerem Eingang bevorzugen. Alternativ wird der Name auf die Familiennamen Bermann oder Bärmann zurückgeführt. Die Höhle ist Teil des Bärenfelsens.

## Geschichte
Nach neueren Untersuchungen fanden erste Besiedlungen vor etwa 8000 Jahren statt. Darauf lassen Funde von Felsschabern, Pfeilspitzen und Knochen mit geschärften Widerhaken schließen. Als gesichert gilt, dass die Höhle Schweinehirten Unterschlupf bot.
Franz Weiß beschreibt bereits 1855 in seinem bebilderten Band über die Pfalz, wie sich die Höhle „beträchtlich tief in den Berg hinein erstreckte, aus deren mit schauerlichem Dunkel erfüllten Hintergrunde eine ziemlich starke Quelle hervorströmt, die sich über die untere Höhle in ein tiefer liegendes Becken hinabstürzt. “
Von einer Waldgaststätte, die bis zum Ersten Weltkrieg (1914–1918) an der Bärenhöhle bestand, stehen heute noch ein steinerner Sockel (ehemaliger Tisch) und Bänke.

-